# Tihany
Tihany är ett samhälle i Veszprém i Ungern. Tihany ligger i distriktet Balatonfüred och har en area på 27,33 km². År 2001 hade Tihany totalt 1 453 invånare.

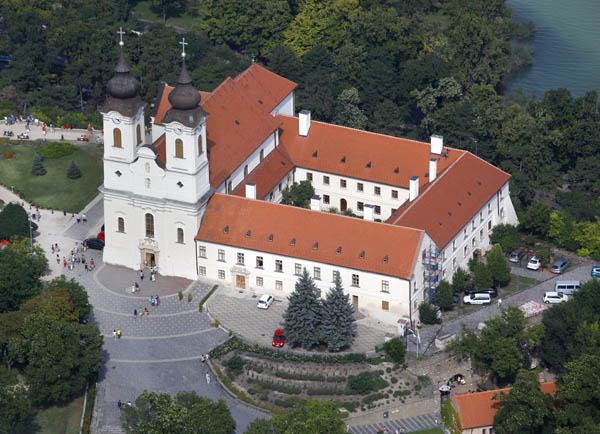
Benediktinerklostret.

I stadens centrum finns ett benediktinorderkloster som grundades år 1055 av Andreas I. Andreas I är även begravd i klostret. Kyrkan själv byggdes om i barock stil år 1754. Det fortfarande funktionella klostret är en populär turistattraktion.

## Galleri

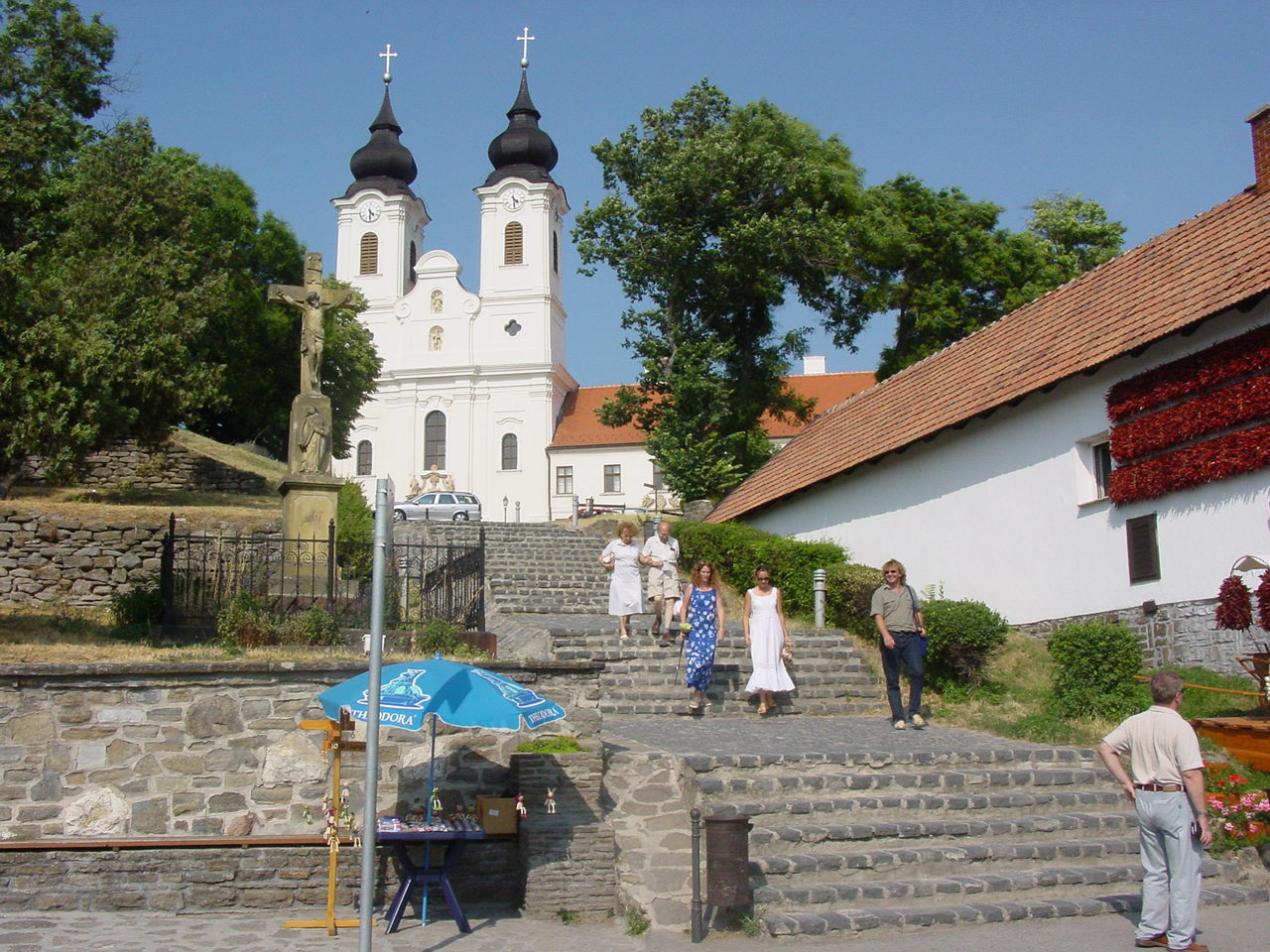
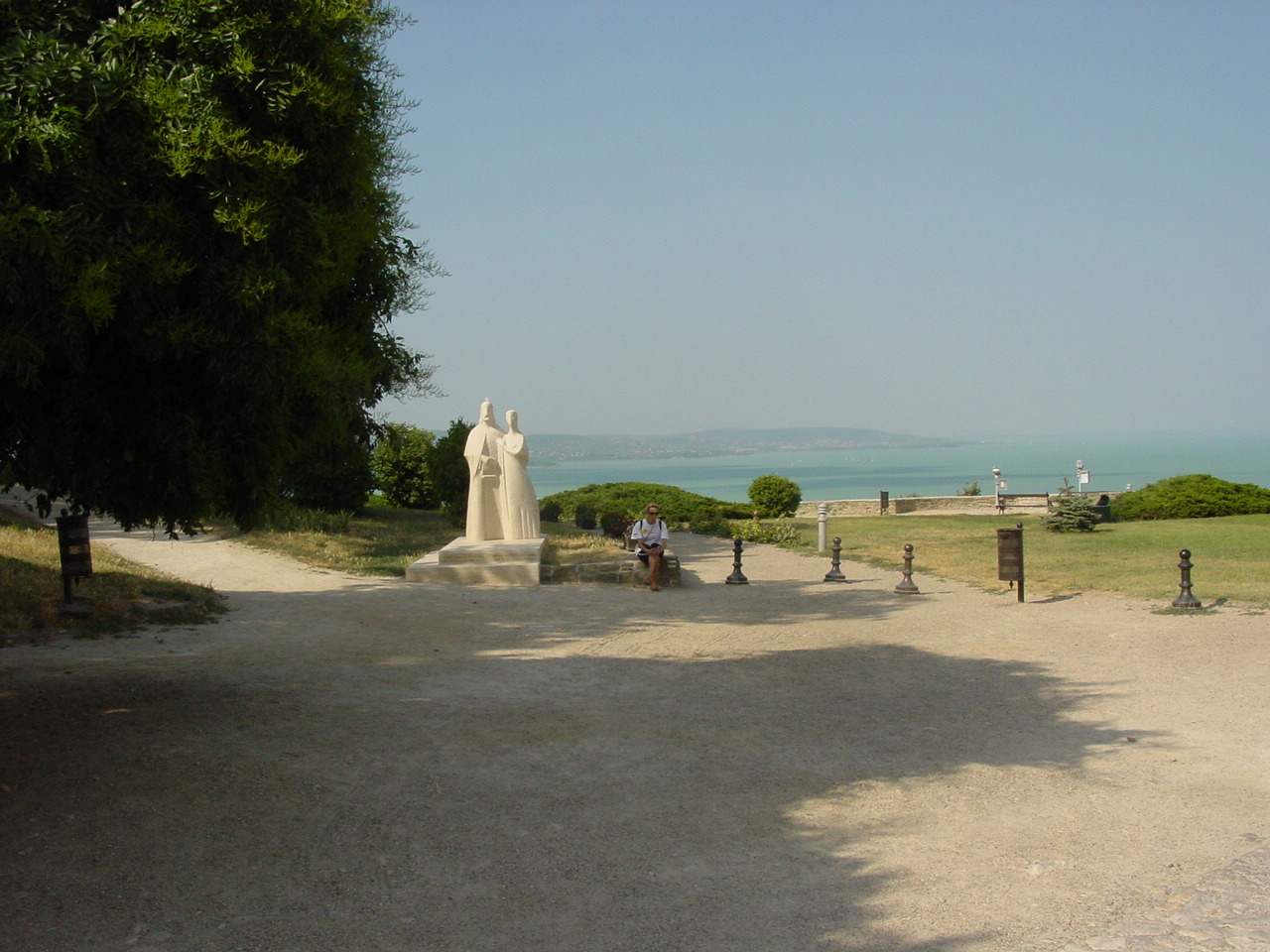
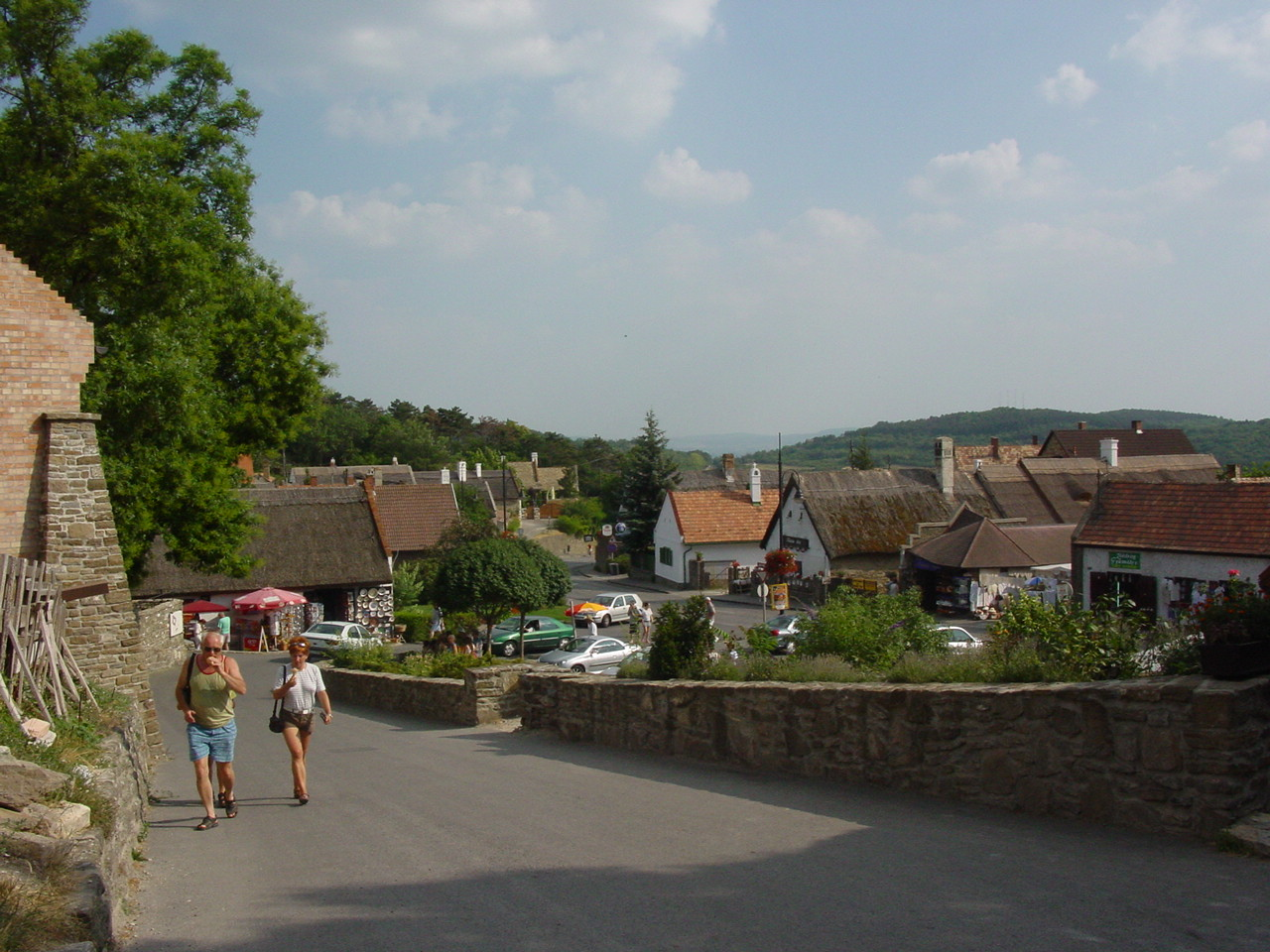
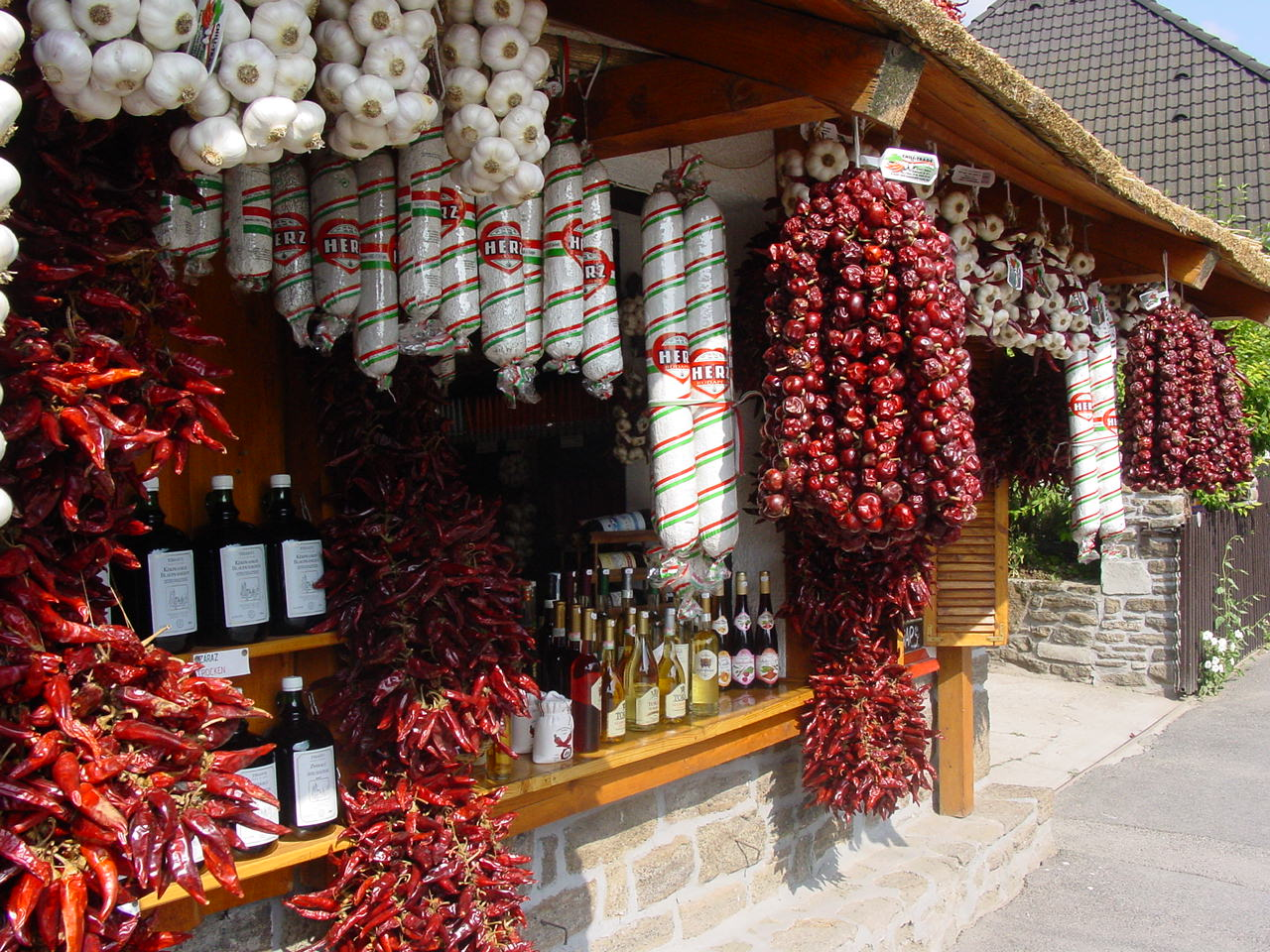